# Tommy Henriksen
Pour les articles homonymes, voir Henriksen.

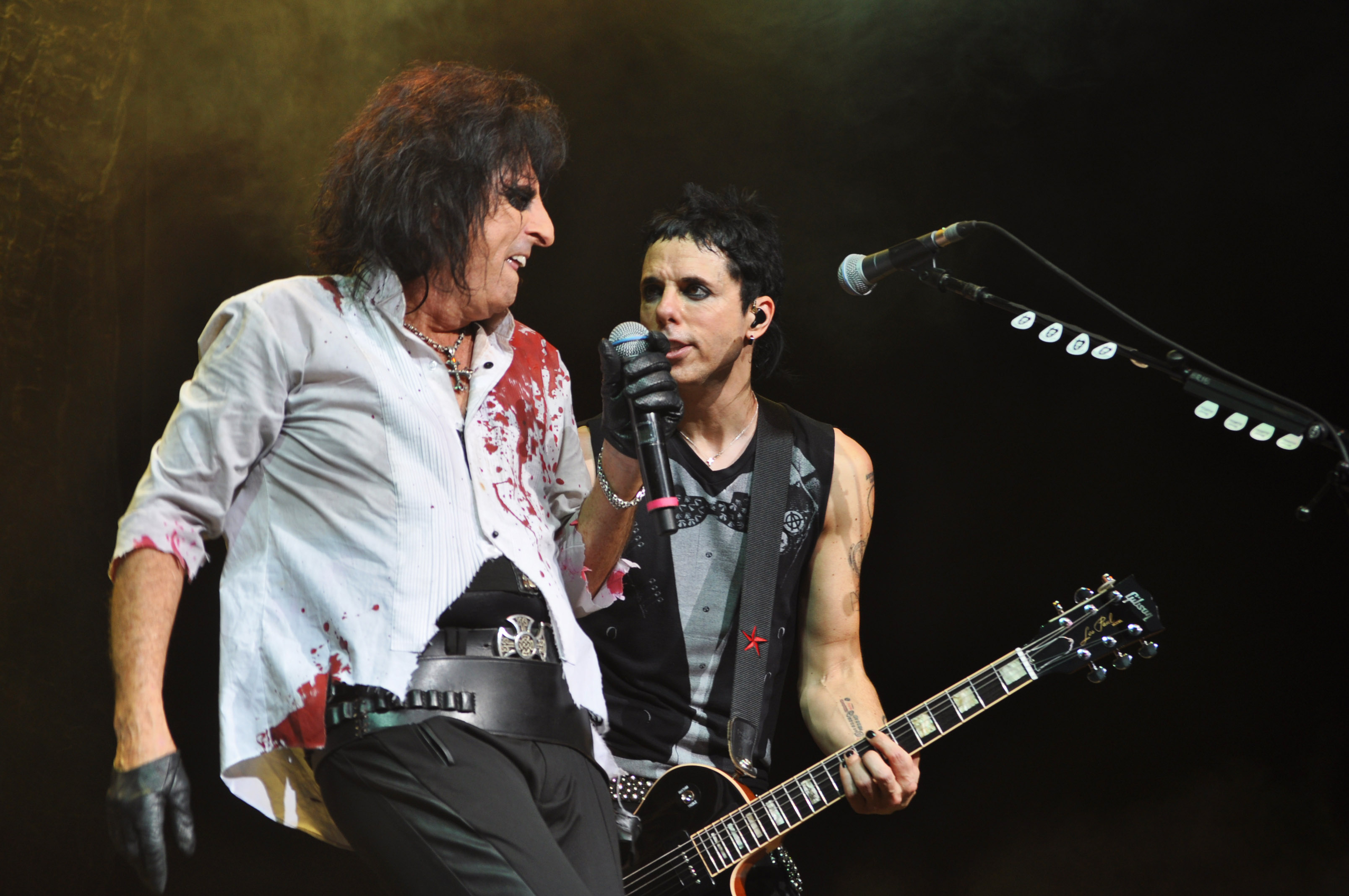
Tommy Henriksen avec Alice Cooper à Rennes en 2011.

Tommy Henriksen (né le 21 février 1964 à Port Jefferson dans l'État de New York) est un musicien américain. Il est principalement connu pour son travail en tant que guitariste, bassiste, et auteur-compositeur pour Alice Cooper, Hollywood Vampires et le groupe de metal allemand Warlock. Il a également sorti plusieurs albums solo. En parallèle, Henriksen est aussi un auteur-compositeur, producteur et mixeur recherché qui a travaillé avec des artistes comme Lady Gaga, Meat Loaf, Lou Reed, Halestorm, Kesha, et Daughtry. Henriksen est actuellement basé à Zurich en Suisse où il vit avec sa famille.

## Biographie
Henriksen fait ses débuts dans la musique à New York. Lui et son frère Gene étaient alors tous deux membres du groupe Ruffkut, respectivement en tant que bassiste et batteur. Après avoir joué principalement des reprises à ses débuts, le groupe commence à écrire ses propres chansons et sort un EP, Fight for the Right, en 1984. En 1986, Henriksen rejoint le groupe allemand Warlock et participe à leur dernier album studio, Triumph and Agony, paru en 1987. Il continue l'aventure avec Doro Pesch en 1989 pour son premier album solo, Force Majeure. Finalement, Henriksen, le guitariste Jon Levin, et le batteur Bobby Rondinelli finissent par quitter Doro pour former leur propre groupe, Big Trouble. Bien qu'ils aient obtenu un contrat avec le label Atlantic Records, le groupe se sépare sans avoir jamais sorti d'album. Henriksen quitte alors New York pour s'installer à Los Angeles. Après avoir joué quelque temps dans le groupe Needle Park aux côtés de C.C. DeVille, il rejoint finalement le groupe War & Peace et participe à leur premier album, Time Capsule, paru en 1993, avec notamment le guitariste Russ Parrish, alias Satchel, du groupe Steel Panther.
En 1994, Henriksen adopte le pseudonyme de Da Skunk et forme le groupe de punk rock P.O.L., abréviation de Parade Of Losers. Le groupe obtient un contrat chez Warner Bros. et sort un premier album éponyme, produit par Garth Richardson, en 1995. Un an plus tard, P.O.L. sort son deuxième album, Sprockett. La chanson "Sixteen and Confused" figure sur le générique de fin du premier film basé sur la série télévisée Daria, Vivement la rentrée.
Après la séparation de P.O.L., Henriksen commence à travailler sur un album solo plus orienté pop avec le producteur Keith Forsey. Le titre "I See the Sun", issu de cet album éponyme sorti en 1999, se classe à la 34ème place du Top 40 américain et figure sur la bande originale du film Première sortie. En 2000, Henriksen sort son deuxième album solo, Selected Songs for a New Beginning.
En 2001, Henriksen s'associe avec l'ancien batteur de P.O.L. et futur membre du groupe Alice Cooper, Glen Sobel, pour former le groupe de punk Boink!. Ils obtiennent une popularité raisonnable à Los Angeles et sortent le single "Punk Break Beat" accompagné d'un clip, suivi d'un EP intitulé Walk of Fame. Etant un très grand fan des Sex Pistols, Henriksen crée ensuite le groupe DiS ViciOuS en 2006, le décrivant comme "une autre facette de Sid Vicious". Quelques chansons sortent sur les réseaux sociaux, la plupart ayant pour thème l'anarchie et le rejet de la société, mais toujours avec une pointe d'ironie.
À partir de 2007, Henriksen commence aussi à se perfectionner en tant qu'auteur-compositeur, producteur et mixeur en travaillant avec une grande variété d'artistes dont Lady Gaga, Kesha, Daughtry, Kumi Koda, Porcelain Black, Meat Loaf, Allison Iraheta, Alice, Tohoshinki, Kimberly Caldwell, The Canadian Tenors, Fefe Dobson, Lou Reed, Christian Kane, Alice Cooper, Reamonn, Framing Hanley, Halestorm, Safety Suit, Kristin Chenoweth, Bowling for Soup, Simple Plan, Wes Carr, David Cook, et Beasto Blanco.
En mars 2011, alors qu'il travaille comme producteur associé, guitariste, bassiste, et mixeur sur le nouvel album d'Alice Cooper Welcome 2 My Nightmare, ce dernier lui propose de rejoindre son groupe en tant que guitariste. Henriksen accepte et joue toujours pour Alice Cooper à ce jour.
Le 31 octobre 2014, Henriksen sort le single digital "Give'm Hell", extrait de son nouvel album solo Tommy! Tommy!! Tommy!!!. La vidéo promotionnelle du single est tournée à Zurich en Suisse, et une édition limitée de l'album sort sur vinyle en 2015.
Henriksen est également membre du supergroupe Hollywood Vampires, dont Alice Cooper est le chanteur. Il apparaît sur leur premier album éponyme sorti en 2015 et joue souvent de la guitare lorsque le groupe se produit sur scène.
En mars 2017, Henriksen sort un nouvel album solo, StarStruck, produit par son propre label Dis Vicious Music. Une édition limitée sur vinyle sort ensuite en mai. Henriksen participe aussi pleinement à la création du nouvel album d'Alice Cooper, Paranormal, paru en juillet 2017, en le co-produisant, jouant de la guitare et co-écrivant 5 chansons.

## Discographie

### Tommy Henriksen
- 1999 : Tommy Henriksen
- 2000 : Selected Songs for a New Beginning
- 2011 : Bluto Nero
- 2014 : Tommy! Tommy!! Tommy!!!
- 2017 : StarStruck

### Autres artistes
- 1984 : Fight for the Right - Ruffkut
- 1987 : Triumph and Agony - Warlock
- 1989 : Force Majeure - Doro
- 1993 : Time Capsule - War & Peace
- 1993 :  Sacred Groove - George Lynch
- 1995 : P.O.L. - P.O.L.
- 1996 : Sprockett - P.O.L.
- 2002 : Underground Moon - Underground Moon
- 2003 :  Walk of Fame EP - Boink!
- 2011 : Welcome 2 My Nightmare - Alice Cooper
- 2015 : Hollywood Vampires - Hollywood Vampires
- 2017 : Paranormal - Alice Cooper